# 李正蒙
李正蒙（1547年—？），字汝明，號初泉，浙江處州府縉雲縣人，民籍，明朝政治人物。

## 生平
隆慶四年（1570年）庚午科浙江鄉試第八十名，萬曆八年（1580年）庚辰科會試第二百二十八名，登三甲第四十三名進士。礼部觀政，本年授应天府学教授，十年升国子监助教，十四年升礼部主事，教习驸马。十七年告病归乡。

## 家族
曾祖李長，曾任戶科給事中；祖父李珉，曾任府通判；父李陽泰，曾任知縣。母鄭氏。